# Josefa Bayeu y Subías
Josefa Bayeu y Subías   (Saragossa, 1747 - Madrid, 30 de juny de 1812) va ser una mestressa de casa aragonesa, coneguda per haver estat la muller del pintor Francisco de Goya y Lucientes. Pertanyent a una família d'origen noble i germana de notables pintors, la vida de Bayeu va transcórrer al voltant de la llar, de la qual va encarregar-se, i dels nombrosos embarassos que va tenir, tot i que la majoria van acabar en avortaments.

## Orígens
Va néixer a Saragossa el maig o juny de 1742, algunes fonts citen la data de bateig el 29 de maig i altres el 3 de juny. Era filla de Ramón Bayeu y Solans, natural de Bielsa, i de María Subías y Fanlo, natural de Saragossa. La seva família era d'origen noble i procedent de Bielsa, tot i que eventualment s'havien instal·lat a la capital aragonesa. Tots els seus germans, Francisco, Ramón i Manuel Bayeu van ser destacats pintors.

## Matrimoni
No es coneix massa de la vida de Bayeu, coneguda per haver estat la muller del pintor Francisco de Goya. Va conèixer el pintor arran de la relació d'aquest amb els Bayeu. De fet, Goya estava emparentat de manera llunyana amb ells i va entrar a formar part de la família primer professionalment i, després, afectivament. Ambdós estaven immersos en aquest ambient artístic i familiar, van tenir un breu festeig i ben aviat es van casar, un matrimoni celebrat a l'església de Sant Martí de Madrid el 25 de juliol de 1773. Familiarment va ser coneguda com «Pepa», tal com l'anomena Goya en les cartes que va enviar a Martín Zapater al llarg dels anys. La parella va instal·lar-se a Madrid, primer al carrer de Valverde, 15 –un carrer desaparegut amb l'obertura de la Gran Via–, i després al carrer del Desengaño, 1.

## Mestressa de casa
D'acord amb el cànon de l'època, Bayeu va complir el seu paper com a esposa fidel i va donar-li suport en moments de confrontació familiar i conflicte, mantenint sempre l'harmonia familiar. En tot cas, sembla adequar-se al model burgès predominant de les dones casades, amagades rere les portes de casa seva. S'encarregava del govern de la casa, i molt probablement de l'economia domèstica. Li agradava també anar a la moda i sembla ser un exemple de dona membre de la classe professional i funcionarial, que acudia als actes socials de l'època i que tractava de millorar i consolidar el seu estatus social. Aquesta discreció que se li suposa a Bayeu contrasta amb l'afirmació del mateix Goya que diu que «la casa és la sepultura de les dones», per bé que cal dir que Goya no acostuma a anomenar-la gaire a les cartes i sovint ho fa per parlar d'una harmonia conjugal estable, i com a molt destaca ocasionalment el seu humor negre, per exemple quan Bayeu va descriure una casa que Martín Zapater va llogar en un barri de mala fama de Saragossa, afirmant que era una «tomba per a dones».

## Embarassos
Una constant en la vida de Bayeu van ser els embarassos, en va arribar a tenir uns vint, tot i que molts d'ells van acabar en avortaments, un dels quals de set mesos, o bé els infants van morir al cap de poc de néixer. El seu primer fill va néixer a Saragossa, però el segon va néixer a Madrid. Pràcticament no se sap res d'aquests fills, alguns dels quals van assolir els tres anys d'edat, però l'únic que va arribar a la maduresa i va sobreviure els seus pares va ser Francisco Javier, que també va ser pintor, i va acabar vivint de rendes i de les vendes de les obres del seu pare. Aquesta situació s'emmarca en un context de gran mortalitat infantil a Espanya, tanmateix, hom també ho vincula a una malaltia venèria, probablement sífilis, que va patir Francisco de Goya, que pogué afectar els embarassos. Val a dir que s'ha considerat que Goya no era un marit fidel.

## Darrers anys
En termes generals, amb el pas dels anys, Bayeu i Goya van viure un procés d'ascens social i van voler transmetre-ho als seus descendents. Amb el pas dels anys, els esforços físics i emocionals van afectar Bayeu, d'acord amb l'anàlisi que es fa del dibuix que en va fer Goya el 1805, quan tenia 55 anys. Amb tot, també es considera que va ser una dona forta, perquè va arribar a una edat força considerable per l'època, a més de sobreposar-se a tots els embarassos que va tenir. Josefa de Bayeu va morir a Madrid el 20 de juny de 1812 a causa de l'epidèmia de pesta que assolava la ciutat i va ser enterrada al cementiri de la Porta de Fuencarral. El seu marit, ja vidu i passats els anys, va acabar convivint a la Quinta del Sordo amb Leocadia Zorrilla, a qui hom diu que va tractar de manera més igualitària i equitativa, més que no pas Bayeu, amb qui Goya va actuar de manera més simple i tradicional, seguint un model de superioritat protectora.

## Llegat
El 2022, l'Ajuntament de Saragossa va estrenar una parell de gegants representant a Bayeu i Goya.